# Санта Мария дел Чедро
Санта Марѝя дел Чѐдро (на италиански: Santa Maria del Cedro) е малко градче и община в Южна Италия, провинция Козенца, регион Калабрия. Разположено е на 110 m надморска височина. Населението на общината е 4926 души (към 2013 г.).